# Anthophora maculifrons
Anthophora maculifrons är en biart som beskrevs av Cresson 1879. Anthophora maculifrons ingår i släktet pälsbin, och familjen långtungebin. Inga underarter finns listade i Catalogue of Life.